# Drosophila libellulosa
Drosophila libellulosa este o specie de muște din genul Drosophila, familia Drosophilidae, descrisă de Tsacas și Legrand în anul 1979. Conform Catalogue of Life specia Drosophila libellulosa nu are subspecii cunoscute.